# Iglesia de San Pedro (Cartaya)
La iglesia parroquial de San Pedro es un templo católico situado en la localidad de Cartaya (Huelva), España.

## Historia
Lo único que se conserva de la primitiva iglesia medieval es la portada ojival de los pies del templo. El cuerpo central del templo fue construido entre 1575 y 1606. Las capillas laterales se construyen durante el siglo XVII, estando documentadas en 1704 la capilla bautismal y en 1714 las tres del lado del Evangelio. Entre 1748 y 1788 se edificó la sacristía según trazas del maestro mayor José Álvarez, momento en que también se rehízo la techumbre del templo

## Descripción
Presenta al exterior tres portadas. La más antigua es la situada a los pies del templo, con puerta ojival con dos arquivoltas fechable en el siglo XV. Se encastra en la torre-fachada, cuyo cuerpo de campanas pertenece a las reformas del XVIII. Actualmente, el acceso se realiza por la portada de la Epístola, de finales del Setecientos, abierta a la plaza Redonda. Se enmarca por pilastras que sostienen un ático con un retablo cerámico del titular del templo, San Pedro. La portada del lado del Evangelio es muy austera, enmarcada por dos pilastras toscanas, entablamento y frontón triangular rematado por una bola.
Su planta es de tres naves, con crucero y capilla mayor. La nave central, más ancha y alta, se cubre con un artesonado mudéjar, mientras que las laterales tienen bóvedas de colgadizo. Separan las naves tres arcos de medio punto asentados sobre columnas cilíndricas. La intersección del crucero se cubre con cúpula semiesférica sobre pechinas, todo ello con decoración geométrica.
La capilla mayor se cubre con cúpula de horno con casetones de inspiración renacentista. Ocupa su testero un gran retablo neobarroco creado por Luis Jiménez Espinosa hacia 1940. Sus hornacinas acogen las imágenes del Corazón de Jesús, San Rafael, Santa Bárbara y San Pedro.
Se abren a la nave del Evangelio cuatro capillas. A los pies de la nave está la capilla del Nazareno, con retablo neobarroco dorado de Luis Jiménez Espinosa tallado en 1955. La imagen de Jesús Nazareno, así como la Virgen de los Dolores que ocupa una hornacina del muro izquierdo, son obras realizadas por Antonio Bidón en la posguerra.
La capilla de Nuestra Señora del Rosario, patrona de Cartaya, es de planta cuadrada cubierta con bóveda semiesférica sobre pechinas. El retablo de la titular, con molduras doradas sobre fondo verde, fue tallado por Luis Jiménez Espinosa en 1953 La propia imagen de la Virgen fue creada por Antonio León Ortega en 1939, si bien el Niño Jesús es el de la talla original destruida en los conflictos de 1936
La antigua capilla sacramental, manierista, es de planta rectangular y comunica con la nave a través de dos vanos cubiertos por bóveda de cañón. Su bóveda elíptica se apoya sobre pechinas con molduras. Cuenta con cuatro parejas de pilastras decoradas con el monograma JHS que perpetúa la primitiva dedicación de la capilla a Jesús Nazareno. El espacio está ocupado por tres imágenes pasionistas. El crucificado es una obra de papelón de Manuel Ramos fechada en 1645. Perteneció a la Hermandad de las Siete Palabras de Sevilla. El Cautivo y la Virgen de la Esperanza fueron tallados por el imaginero local Fernando Álvarez Galán
La actual capilla sacramental se comunica con la nave mediante un arco de medio punto. Su decoración pictórica, de temática eucarística, finge una cúpula semiesférica. Fue realizada por José Benítez de Linares en 1945. El retablo, presidido por una Inmaculada, fue realizado por José Alarcón en 1942
La propia nave del Evangelio acoge otras obras artísticas. La cabecera está presidida por el retablo de San José, realizado por José Alarcón en 1942. El retablo de la Virgen de Fátima fue ejecutado por Manuel Alarcón en 1942 y se enriquece con cuatro pinturas sobre tabla de Antonio León Ortega que representan las apariciones de la Virgen a los pastores de Cova de Iria. También de León Ortega es la talla de San Sebastián, patrón de Cartaya. Hay tres lienzos de temática franciscana de un seguidor de Murillo y fechables en el siglo XVIII y uno del Cristo de las Burlas, pintado por Corpas hacia 1895
En el muro de la Epístola hay nuevos lienzos de la serie de temas franciscanos y varios retablos. Un retablo-hornacina acoge las imágenes titulares de la Hermandad de la Vera Cruz: el crucificado de Antonio León Ortega, la Virgen de la Amargura comprada en una casa de artículos religiosos de Madrid y el San Juan de Castillo Lastrucci. Todas ellas son de época de posguerra. Otro altar acoge bajo un gran lienzo de las Ánimas la urna con la imagen articulada del Cristo Yacente, obra de José Alarcón. El de la Virgen del Carmen fue compuesto por Luis Jiménez Espinosa en 1956 para acoger a la talla esculpida por Antonio Castillo Lastrucci en 1937
La capilla bautismal cierra la nave de la Epístola. La decora un paño cerámico de 1942 con la representación del Bautismo del Señor
La sacristía alberga también un número de obras de interés artístico. Hay lienzos del siglo XIX de la Virgen de la Consolación, San José, Santa Marta o un San Cayetano de procedencia filipina. También una talla de San Joaquín procedente del templo de San Vicente de Sevilla.
En cuanto al ajuar de platería, cuenta con un ostensorio y un cáliz del siglo XVII y otro dos cálices dieciochescos. Del siglo XIX son un copón de plata neoclásico, otro de rocallas y un juego de incensario y naveta con guirnaldas vegetales.